# Lysandra maritimarum
Lysandra maritimarum är en fjärilsart som beskrevs av Ruggero Verity 1946. Lysandra maritimarum ingår i släktet Lysandra och familjen juvelvingar. Inga underarter finns listade i Catalogue of Life.